# Krasne, Karlivka
Krasne (în ucraineană Красне) este un sat în comuna Halturîne din raionul Karlivka, regiunea Poltava, Ucraina.

## Demografie
Componența lingvistică a localității Krasne
     Ucraineană (93,27%)
     Română (2,88%)
     Rusă (1,44%)
     Alte limbi (0,48%)
Conform recensământului din 2001, majoritatea populației localității Krasne era vorbitoare de ucraineană (93,27%), existând în minoritate și vorbitori de română (2,88%) și rusă (1,44%).